# Phonomyia tenuiseta
Phonomyia tenuiseta là một loài ruồi trong họ Tachinidae.